# Дорога Смерті
16°20′09″ пд. ш. 68°02′26″ зх. д. / 16.335906° пд. ш. 68.040494° зх. д.
Дорога Смерті — дорога, що сполучає болівійські міста Ла-Пас та Коройко. Є однією з найнебезпечніших доріг у світі.
За офіційними даними щорічно тут гине близько 300 осіб. 

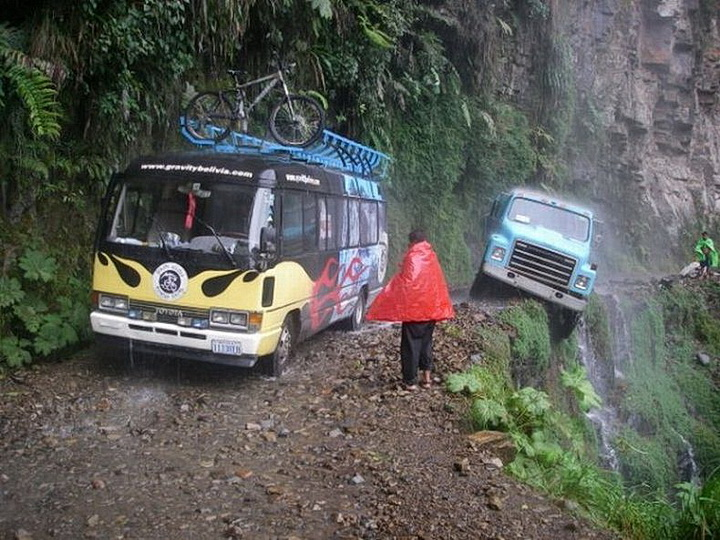
Вантажівка на краю прірви на Дорозі Смерті

## Історія
Дорога Смерті (офіційна назва — Каміно-Лос-Юнгас (ісп. Camino a Los Yungas)) була побудована у 1930-их роках під час Чакської війни парагвайськими військовополоненими.
У 1983 аварія за участю автобуса вбила більше ніж 100 пасажирів, а в 1994 близько 25 транспортних засобів впали у прірву.
Протягом 20 років, до 2006, дорогу поступово модернізували. Частину дороги розширили з однієї до двох проїзних смуг, також на деяких ділянках з'явились тротуари, загородження та інші елементи, що зробили маршрут значно безпечнішим, ніж він був до того.

## Опис маршруту

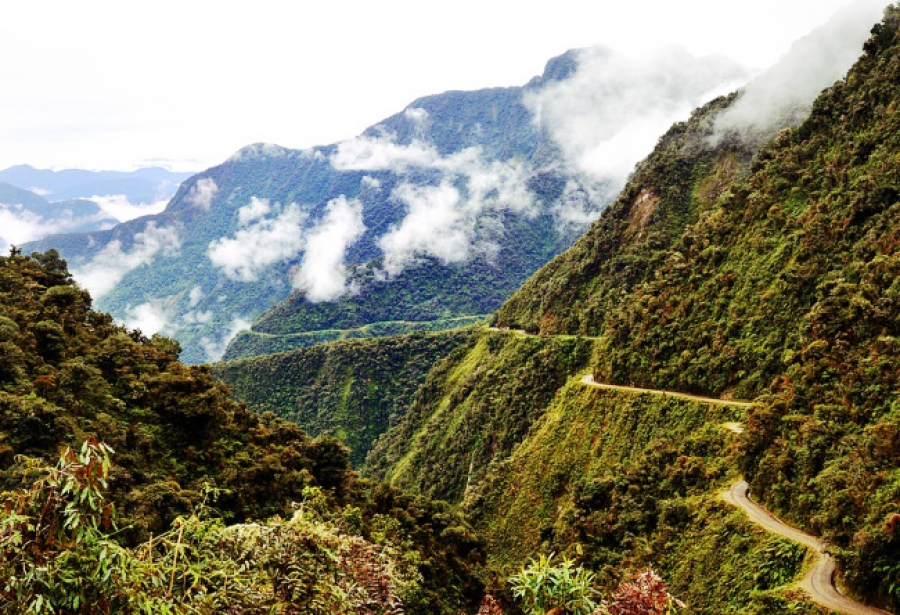
Дивовижні краєвиди, що відкриваються з Дороги Смерті

Дорога Смерті є одним з п'яти маршрутів, що сполучають столицю Болівії Ла-Пас із провінцією Північний Юнгас. Дорога піднімається приблизно на висоту 4650 метрів, до перевалу Ла-Кумбре, звідки спускається до позначки в 1200 метрів, звиваючись крутими схилами.
Загальна довжина маршруту — 56 кілометрів. На більшій частині дороги її ширина складає приблизно 3,2 метри, що дозволяє проїзд лише одному транспортному засобу.
Протягом сезону дощів, з листопада по березень, дощ і туман значно погіршують видимість, а потоки води розмивають покриття, що також ускладнює пересування. Влітку небезпеку становлять каменепади, а видимість погіршується через хмари пилу, що здіймається з дороги.
Серед місцевих водіїв існує негласне правило: водій, що спускається вниз, ніколи не має права проїзду першим, натомість він повинен зайняти зовнішній край дороги і пропустити водія, що підіймається вгору. Це спрощує спуск автомобіля і одночасно гарантує безпеку водієві, що підіймається вгору.

## Популярність маршруту

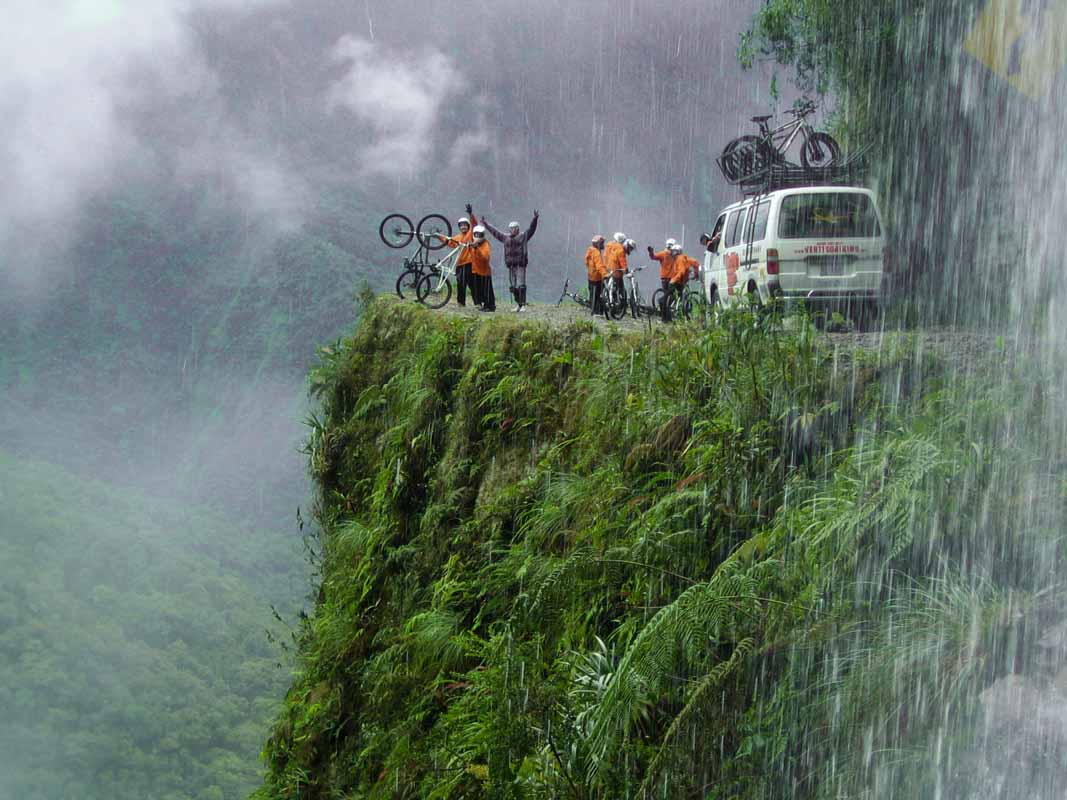
Велосипедисти на Дорозі Смерті

Дорога Смерті, або ж Дорога Долі, як її прозвали, в наші дні все рідше використовується серед місцевих водіїв, натомість вона є популярною серед туристів. Починаючи з 1990-их років цей маршрут привабив близько 25 тисяч любителів екстремальної їзди, більшість з них — велосипедисти. З 1998 року щонайменше 18 велосипедистів загинуло на цій дорозі.
Багато туристичних операторів зробили це місце головним пунктом маршруту подорожей по Болівії. Тут знімався один з епізодів популярного телешоу Top Gear.
У 1995 році Міжамериканський банк розвитку назвав Каміно-Лос-Юнгас «найнебезпечнішою дорогою в світі».